# Baikal, Plevna
Baikal (în bulgară Байкал, în trecut Beșli) este un sat în comuna Dolna Mitropolia, regiunea Plevna,  Bulgaria. Satul a fost locuit de români.

## Demografie
Componența etnică a satului Baikal
     Nicio identificare (11,58%)
     Bulgari (86,17%)
     Romi (1,42%)
     Turci (0,81%)
La recensământul din 2011, populația satului Baikal era de 492 locuitori. Din punct de vedere etnic, majoritatea locuitorilor (86,17%) erau bulgari, cu o minoritate de romi (1,42%). Pentru 11,58% din locuitori nu este cunoscută apartenența etnică.